# Studienstufe
Als Studienstufe bezeichnet man:
- in Rheinland-Pfalz: als Mainzer Studienstufe Bezeichnung für die Klassen 11 bis 13 des Gymnasiums
- in Hamburg: Bezeichnung für die 11. und 12. Klasse am Gymnasium bzw. die 12. und 13. Klasse an der Stadtteilschule, siehe Abitur in Hamburg.